# Karl Maximilian von Mauschwitz
Karl Maximilian von Mauschwitz (* 12. Mai 1795 in Goldap; † 15. April 1868 in Berlin) war ein preußischer Generalleutnant.

## Leben

### Herkunft
Karl Maximilian war ein Sohn des Kapitäns und späteren Zolleinnehmers Friedrich Sigismund von Mauschwitz und dessen Ehefrau Johanna Christine, geborene von Wedelstaedt. Sein Bruder Friedrich Ferdinand (1797–1813) fiel als Unteroffizier im 1. Infanterie-Regiment während des Gefechts bei Danigkow.

### Militärkarriere
Mauschwitz besuchte die Kadettenhäuser im Kalisch, Potsdam und Berlin. Am 26. Januar 1813 wurde er als Portepeefähnrich dem 1. Westpreußischen Infanterie-Regiment der Preußischen Armee überwiesen und Anfang Juni 1813 zum Sekondeleutnant befördert. Während der Befreiungskriege nahm Mauschwitz an den Belagerungen von Erfurt und Laon, sowie den Kämpfen bei 
Dresden, Kulm, Leipzig, 
Claye, Le Ferte, Charleroi, Gilly, Issy, Wavre, Villers-Cotterets, Laon, Paris, Ligny und Waterloo teil. In der Schlacht bei Großgörschen wurde er am Kopf und bei Leipzig am rechten Fuß verwundet. Für Paris erhielt Mauschwitz das Eiserne Kreuz II. Klasse.
Nach dem Krieg stieg Mauschwitz bis Mitte März 1826 zum Kapitän und Kompaniechef auf. Daran schloss sich ab Mitte August 1837 unter Beförderung zum Major eine Verwendung als Kommandeur des III. Bataillons im 31. Landwehr-Regiment an. Er wurde am 23. Mai 1841 zum Mitglied der Bekleidungskommission der Armee ernannt und war bis zum 7. April 1842 nach Berlin abkommandiert. Am 27. März 1847 erfolgte seine Beförderung zum Oberstleutnant und Versetzung als Bataillonskommandeur in das 15. Infanterie-Regiment. Am 3. August 1848 wurde Mauschwitz zum Kommandeur des 7. Infanterie-Regiments ernannt und avancierte am 19. November 1849 zum Oberst.
Am 26. September 1850 erhielt er als Nachfolger des Generals von Hahn das Kommando über die preußischen Truppen an der holstein-lauenburgischen Grenze. In dieser Stellung erhielt er im Januar 1851 den Roten Adlerorden IV. Klasse. Am 17. Februar 1853 kam er als Kommandeur zur 21. Infanterie-Brigade und wurde am 7. März 1853 à la suite des 7. Infanterie-Regiments gestellt. Am 13. Juli 1854 erfolgte seine Beförderung zum Generalmajor, am 5. Januar 1858 wurde er mit dem Charakter als Generalleutnant mit Pension zur Disposition gestellt. Er starb am 15. April 1868 in Berlin und wurde am 17. April 1868 auf dem Friedhof in der Hasenheide beigesetzt.

### Familie
Mauschwitz heiratete am 9. November 1822 in Krotoschin Luise von Unruh (1796–1853). Sie wurde am 23. März 1853 auf dem Militärfriedhof in Glogau beigesetzt. Sein Sohn Rudolf (* 1827) stand im 15. Infanterie-Regiment und ging 1849 in schleswig-holsteinische Dienste.